# Спартак (Бучач)
«Спартак» — колишня аматорська футбольна команда з міста Бучача, яка представляла однойменне спортивне товариство.

## Відомості
30 травня 1963 у Бучачі в товариському матчі обіграв команду майстрів класу «Б» львівський СКА з рахунком 4:3.

### Досягнення
- переможець розіграшу Кубка області серед команд товариства «Спартак» у 1962 році; у розіграші брала участь також, зокрема, команда «Мотор» (Тернопіль), команду Бережан через їх участь у всеукраїнських змаганнях у фінальній частині замінив колектив з Монастириська; фінальна стадія відбулась 18-20 серпня на міському стадіоні Бучача
- за даними Левка Легкого, володар Кубка Тернопільської області 1965 року.[3][4]